# Platacanthoides bituberculatus
Platacanthoides bituberculatus är en insektsart som beskrevs av Boris Petrovich Uvarov 1922. Platacanthoides bituberculatus ingår i släktet Platacanthoides och familjen gräshoppor.

## Underarter
Arten delas in i följande underarter:
- P. b. attenuatus
- P. b. bituberculatus